# 海南省人民政府
海南省人民政府，是中华人民共和国海南省的省级国家行政机关。

## 沿革
1949年4月，中华民国政府在琼设置省级行政区海南特别行政区。海南特区设海南特别行政区行政长官公署。
1949年，琼崖专区专员公署成立。1950年5月26日，解放军进驻海南全岛后，成立中国人民解放军海南军政委员会。1951年4月22日，调整组建海南行政公署，属广东省。1968年4月5日，海南行署改为海南行政區革命委員會，由广东省革命委员会领导。1980年1月1日，恢复设置海南行政區公署，仍由广东省管理。1984年10月1日，海南行政區人民政府正式成立，为副省级。
1988年4月13日，第七届全国人民代表大会第一次会议决定设立海南省。1988年4月26日，海南省人民政府正式成立。

## 职权
根据《中华人民共和国地方各级人民代表大会和地方各级人民政府组织法》第七十三条，县级以上的地方各级人民政府行使下列职权：
1. 执行本级人民代表大会及其常务委员会的决议，以及上级国家行政机关的决定和命令，规定行政措施，发布决定和命令；
2. 领导所属各工作部门和下级人民政府的工作；
3. 改变或者撤销所属各工作部门的不适当的命令、指示和下级人民政府的不适当的决定、命令；
4. 依照法律的规定任免、培训、考核和奖惩国家行政机关工作人员；
5. 编制和执行国民经济和社会发展规划纲要、计划和预算，管理本行政区域内的经济、教育、科学、文化、卫生、体育、城乡建设等事业和生态环境保护、自然资源、财政、民政、社会保障、公安、民族事务、司法行政、人口与计划生育等行政工作；
6. 保护社会主义的全民所有的财产和劳动群众集体所有的财产，保护公民私人所有的合法财产，维护社会秩序，保障公民的人身权利、民主权利和其他权利；
7. 履行国有资产管理职责；
8. 保护各种经济组织的合法权益；
9. 铸牢中华民族共同体意识，促进各民族广泛交往交流交融，保障少数民族的合法权利和利益，保障少数民族保持或者改革自己的风俗习惯的自由，帮助本行政区域内的民族自治地方依照宪法和法律实行区域自治，帮助各少数民族发展政治、经济和文化的建设事业；
10. 保障宪法和法律赋予妇女的男女平等、同工同酬和婚姻自由等各项权利；
11. 办理上级国家行政机关交办的其他事项。

## 机构设置
根据中共中央办公厅、国务院办公厅《关于印发〈海南省机构改革方案〉的通知》（厅字〔2018〕80号），海南省人民政府设置工作部门37个，其中省政府办公厅和组成部门25个，直属特设机构1个，直属机构6个，部门管理机构5个。
海南省人民政府设置下列机构：
- 海南省人民政府办公厅

### 组成部门
- 海南省发展和改革委员会
- 海南省营商环境建设厅
- 海南省自然资源和规划厅
- 海南省旅游和文化广电体育厅
- 海南省生态环境厅
- 海南省农业农村厅
- 海南省工业和信息化厅
- 海南省商务厅
- 海南省科学技术厅
- 海南省财政厅
- 海南省人力资源和社会保障厅
- 海南省教育厅
- 海南省卫生健康委员会
- 海南省公安厅
- 海南省司法厅
- 海南省民政厅
- 海南省民族宗教事务委员会
- 海南省住房和城乡建设厅
- 海南省交通运输厅
- 海南省审计厅
- 海南省外事办公室
- 海南省水务厅
- 海南省退役军人事务厅
- 海南省应急管理厅

（省自然资源和规划厅挂省海洋局牌子；省商务厅挂省口岸办公室牌子；省科学技术厅挂省外国专家局牌子；省旅游和文化广电体育厅挂省文物局牌子；省外事办公室与省委外事工作委员会办公室合署办公。）

### 直属特设机构
- 海南省人民政府国有资产监督管理委员会

### 直属机构
- 海南省市场监督管理局
- 海南省医疗保障局
- 海南省统计局
- 海南省林业局
- 海南省乡村振兴局

（省林业局由省自然资源和规划厅统一管理；省乡村振兴局由省农业农村厅统一管理。）

### 部门管理机构
- 海南省粮食和物资储备局，由省发展和改革委员会管理
- 海南省监狱管理局（海南省戒毒管理局），由省司法厅管理
- 海南省药品监督管理局，由省市场监督管理局管理
- 海南省知识产权局，由省市场监督管理局管理

### 直属法定机构
- 海南省大数据管理局
- 海南省国际经济发展局

### 直属事业单位
- 海南省地质局
- 海南省供销合作联社
- 海南省社会保险服务中心

### 派出机构
- 洋浦经济开发区管理委员会
- 海南省人民政府驻北京办事处
- 海南省人民政府驻广州办事处

## 主要领导
| 省长 …… - 梁 湘（1988年8月－1989年9月） - 刘剑锋（1989年9月－1993年2月） - 阮崇武（1993年2月－1998年2月） - 汪啸风（1998年2月－2003年10月） - 卫留成（2004年2月－2007年1月） - 罗保铭（2007年1月－2011年8月） - 蒋定之（2011年8月－2014年12月） - 刘赐贵（2015年1月－2017年4月） - 沈晓明（2017年4月－2020年12月） - 冯 飞（2020年12月－2023年4月） - 刘小明（2023年4月至今） 常务副省长 …… - 方晓宇（2007年4月－2010年4月） - 蒋定之（2010年12月－2011年8月） - 谭 力（2012年5月－2014年7月） - 毛超峰（2015年1月－2021年3月） - 沈丹阳（2021年3月－2023年7月） - 巴特尔（2023年9月至今） 秘书长 …… - 周继太（1998年5月－2003年2月） - 许 俊（2003年2月－2007年5月） - 许前飞（2007年5月－2007年12月） - 徐 庄（2008年2月－2013年3月） - 胡光辉（2013年3月－2015年5月） - 陆志远（2015年5月－2018年2月） - 倪 强（2018年2月－2021年12月） - 符宣朝（2021年12月至今） | 副省长 …… - 林方略（2003年1月－2013年1月） - 陈 成（2004年1月－2013年1月） - 姜斯宪（2006年10月－2012年7月） - 符跃兰（2007年9月－2013年1月） - 李国梁（2008年1月－2018年1月） - 李秀领（2011年2月－2012年3月） - 陈志荣（2012年7月－2015年5月） - 冀文林（2013年1月－2014年2月） - 何西庆（2013年1月－2018年1月） - 王 路（2013年1月－2023年1月） - 陆俊华（2014年5月－2016年12月） - 李富林（2015年5月－2017年1月） - 刘平治（2017年12月－2023年1月） - 刘星泰（2018年1月－2018年8月） - 彭金辉（2018年1月－2018年12月） - 苻彩香（2018年1月－2021年3月） - 冯忠华（2019年6月－2023年1月） - 王 斌（2020年12月－2023年1月） - 闫希军（2020年12月－2023年1月） - 倪 强（2021年3月－2023年11月） - 谢 京（2023年1月至今） - 陈怀宇（2023年1月－2025年1月） - 蔡朝晖（2023年1月至今） - 顾 刚（2023年1月－2025年7月） - 李 锋（2024年11月至今） - 邹 广（2024年12月至今） |